# Vila Lângaro
Vila Lângaro là một đô thị thuộc bang Rio Grande do Sul, Brasil. Đô thị này có diện tích 152,172 km², dân số năm 2007 là 2230 người, mật độ 14,65 người/km².